# Marcelino Gavilán y Ponce de León
Marcelino Gavilán y Ponce de León   (Valladolid, 4 de juny de 1909 - Madrid, 9 de març de 1999) fou un genet, militar, tinent general, cap de la Casa Militar del general Franco, guanyador d'una medalla de plata olímpica.
Va participar, als 39 anys, en els Jocs Olímpics d'Estiu de 1948 realitzats a la ciutat de Londres (Regne Unit), on va aconseguir guanyar la medalla de plata en la prova del concurs de salts juntament amb Jaime García i José Navarro, així com finalitzar setzè en la prova individual amb el cavall Forajido. En els Jocs Olímpics d'Estiu de 1952 realitzats a Hèlsinki (Finlàndia) fou desè en la prova per equips i trentè en la prova individual de salts amb el cavall Quoniam.